# Loi électorale italienne de 2015

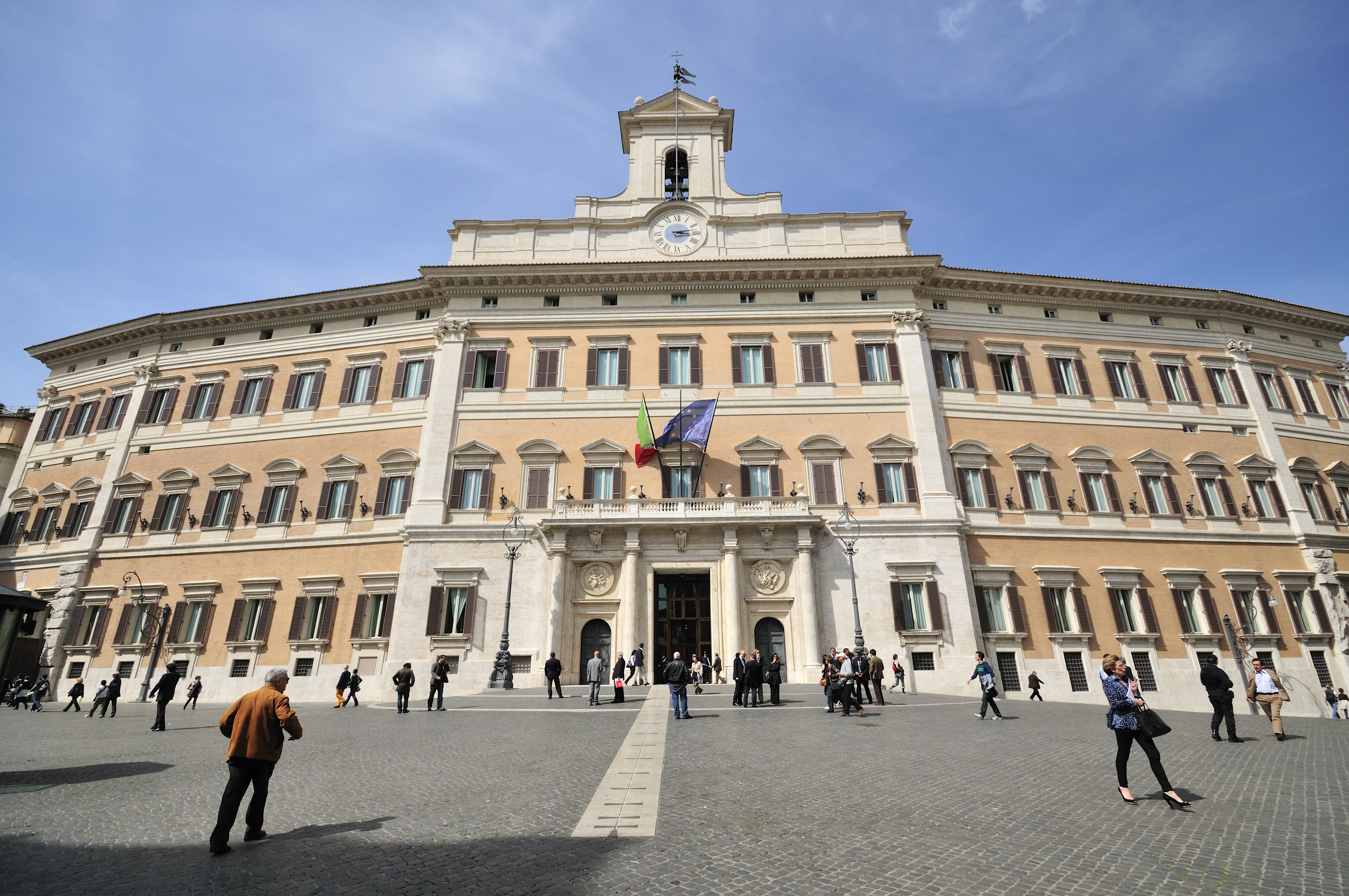
Palais Montecitorio, siège de la Chambre des députés, l'une des deux chambres du Parlement italien.

La loi électorale italienne de 2015, aussi connue sous le nom d'Italicum, a été adoptée le 6 mai 2015. Son surnom a été trouvé en 2014 par son principal promoteur, le chef du Parti démocrate et aussi président du Conseil des ministres Matteo Renzi. Elle a été adoptée avec le soutien du chef du parti d'opposition Forza Italia, Silvio Berlusconi. La réforme instaure un scrutin proportionnel de liste à deux tours, corrigé par une prime majoritaire et un seuil de représentativité de 3 %. La Cour constitutionnelle jugea inconstitutionnel le système à deux tours en janvier 2017. Les candidats se présentent aux élections par des listes ouvertes dans 100 circonscriptions élisant chacune plusieurs députés.
La loi encadre l'élection de la Chambre des députés en remplacement de la précédente loi électorale de 2005 qui avait été abrogée partiellement par la Cour constitutionnelle en décembre 2013. Ainsi jusqu'au 1er juillet 2016, date d'entrée en vigueur de la loi, l'Italie était virtuellement dépourvue de loi électorale.
La réforme a été rédigée sous l'hypothèse que, au moment de son entrée en vigueur, le Sénat de la République serait devenu un organe indirectement élu représentant les régions, avec beaucoup moins de pouvoirs, rendant toute réforme de son élection inutile. Cette fin du bicaméralisme parfait a été rejetée par le référendum constitutionnel du 4 décembre 2016. En dépit de la non-adoption de la réforme, la loi était toujours prévue pour être utilisée lors des prochaines élections, au plus tard pour le 20 mai 2018. Cependant le Parlement italien adopte la loi électorale Rosatellum bis le 26 octobre 2017 en remplacement de l'Italicum.

## Historique
La loi Calderoli ou Porcellum adoptée en 2005 par le gouvernement de centre-droit de Silvio Berlusconi, a immédiatement suscité de nombreuses critiques. Entre autres, les juristes ont remis en question l'utilisation de listes fermées de candidats, qui offre ainsi aux partis un pouvoir exorbitant de présélection, et le mécanisme de prime régionale  pour la répartition des sièges au Sénat, compliquant la constitution de majorités stables au Parlement.
Après deux tentatives d'abrogation de la loi par référendum, les élections générales de 2013 n'ont pas permis de dégager une majorité au Sénat. En conséquence, la seule façon de former un gouvernement était de recourir à une grande coalition entre la gauche et la droite, qui s'étaient durement attaquées durant l'élection. Le gouvernement Letta, formé à l'issue de deux mois d'intenses tractations, a été perçu par l'opinion publique comme le deuxième « gouvernement non élu » successif, après le gouvernement Monti.
La nécessité d'une réforme de la loi électorale fit désormais consensus au sein de la classe politique italienne, mais aucun parti ni homme politique n'était d'accord sur la solution à choisir. Le président du Conseil des ministres et membre du Parti démocrate Enrico Letta est allé jusqu'à demander à ses parlementaires de voter contre une initiative d'un membre de son propre parti Roberto Giachetti visant à rétablir la loi électorale de 1993. Cette décision fut probablement une exigence des partenaires de coalition d'Enrico Letta, qui préféra la stabilité du gouvernement à une réforme électorale bâclée.
La Cour constitutionnelle déclare le 4 décembre 2013 la loi électorale de 2005 inconstitutionnelle, rejetant en particulier la prime majoritaire illimitée. Cette décision rendant une réforme encore plus urgente puisque la proportionnelle intégrale risquait de paralyser totalement le Parlement du fait du nombre pléthorique de partis en Italie.
Quelques jours après cette décision, Matteo Renzi devint le nouveau chef du Parti démocrate. Il appela à une réforme du système électoral dans son discours de victoire pour se prémunir des « grandes coalitions fossilisées ». Son nouveau rôle au sein du Parti démocrate l'amena à prendre la place d'Enrico Letta quelques semaines plus tard après avoir imposé la défiance au gouvernement. Renzi conclut un accord avec Silvio Berlusconi sur une série de réformes institutionnelles avec une nouvelle loi électorale conçue pour assurer une majorité stable à l'issue de deux tours de scrutin et donc rendre une grande coalition impossible. 
Le projet de loi rencontra tout de même une forte opposition, même de la part de membres de la majorité gouvernementale. Toutefois, le projet fut approuvé le 12 mars 2014 et amendé par le Sénat le 27 janvier 2015 avec cette fois le soutien d'une large majorité.
Après l'élection de Sergio Mattarella à la présidence de la République le 31 janvier 2015, Berlusconi retira son soutien au projet de loi. Pour s'assurer un vote positif lors de la dernière lecture à la Chambre des députés, le gouvernement Renzi décida de le lier à un vote de confiance, appelant donc à des élections anticipées en cas de rejet. Le projet fut finalement adopté le 4 mai 2015 et promulgué par le président Mattarella dans la foulée.

## Principales caractéristiques et mode de fonctionnement
Le système de l'Italicum s'applique à 617 des 630 sièges de la Chambre des députés. 12 des sièges restants sont destinés aux Italiens de l'étranger et le dernier siège réservé à la région spéciale de la Vallée d'Aoste. Une des particularités de ce système est qu'il assure une majorité au parti vainqueur de l'élection par l'existence d'une prime majoritaire, attribuée éventuellement après un second tour de scrutin.
Le territoire de la République italienne est divisé en 100 circonscriptions, élisant entre 3 et 9 députés en fonction de leur importance. Les partis politiques désignent pour chaque circonscription une liste ouverte avec une tête de liste qui peut concourir dans plusieurs circonscriptions à la fois. Néanmoins, les autres membres de la liste ne peuvent pas se présenter dans plusieurs endroits à la fois. La loi essaye d'assurer un équilibre entre les sexes puisque les listes doivent être paritaires avec une alternance femme-homme imposée. Également, les têtes de listes d'une région issues d'un même parti ne doivent pas favoriser un sexe à plus de 60 %.

Exemple de bulletin de vote pour le premier tour de scrutin.

Au premier tour, les électeurs disposent d'un bulletin leur permettant de voter pour un parti et sa tête de liste dont le nom apparaît en bonne place sur le bulletin. En plus de cela, les électeurs ont la possibilité d'exprimer jusqu'à deux votes préférentiels pour d'autres candidats de ce même parti en écrivant leur nom à côté du logo du parti. Si deux votes préférentiels sont exprimés, alors les candidats choisis doivent être de sexes différents, autrement, le deuxième choix est écarté.
Seuls les partis représentant plus de 3 % des votes au premier tour peuvent entrer à la Chambre des députés. Si le parti arrivant en tête de ce premier tour réussit à rassembler plus de 40 % des voix, alors il reçoit automatiquement un minimum de 340 sièges, ce qui représente 54 % des sièges du palais Montecitorio. Les sièges restants sont alors attribués de manière proportionnelle aux autres partis et aucun second tour n'est organisé.
Si aucun parti n'atteint ce seuil de 40 % des voix, un second tour est organisé deux semaines après le premier. Cette fois, les électeurs reçoivent un bulletin comportant simplement les symboles des deux partis ayant reçu le plus de voix au premier tour. Le parti remportant ce second tour reçoit alors 340 sièges et les 277 sièges restants sont attribués aux autres partis de manière proportionnelle en fonction des résultats du premier tour.
La répartition proportionnelle suit la méthode du plus fort reste. Chaque parti reçoit un certain nombre de sièges en fonction de son résultat national, puis ces sièges sont transposés sur les différentes circonscriptions et attribués aux candidats locaux, en commençant par la tête de liste puis par l'addition des votes préférentiels.
L'amendement « Erasmus » s'assure que les étudiants italiens en programme Erasmus puissent voter.

## Débat
Plusieurs évènements ont contribué au développement de cette nouvelle loi électorale :
- L'écroulement du système historique des partis italiens ayant dominé la vie politique entre 1946 et 1993, remplacé par un système de partis plus compétitif, a rendu la proportionnelle intégrale de liste impraticable, nécessitant de lui adosser une correction majoritaire significative ;
- Le succès médiocre des coalitions électorales entre 1994 et 2013. Les deux lois électorales successives (méthode des sièges supplémentaires puis de la prime majoritaire) de cette période sont à l'origine des coalitions gouvernementales instables ;
- La présence au sein du gouvernement Renzi de multiples petits partis centristes a rendu impossible la rédaction d'une loi électorale basée sur un système uninominal ;
- Le bon fonctionnement du système utilisé pour élire les conseils municipaux, qui assure comme l'Italicum une majorité stable par un système à deux tours. Cependant, la prime est ici accordée à une coalition et non à un parti unique comme la loi de 2015.

### Réactions
L'ancien président Giorgio Napolitano qui était l'un des principaux avocats d'une réforme du système électoral a remarqué que « cette loi n'a pas été écrite en un mois, il aura fallu plus d'un an : il y a eu de multiples débats, il y a eu un comité d'universitaires. Je crois qu'il s'agit  là d'un succès important ».
Parmi les parlementaires critiques de la réforme, l'ancien président du Conseil Enrico Letta juge que l'Italicum est « un proche cousin du Porcellum » et a voté contre son adoption.
Stefano Ceccanti, de l'université La Sapienza de Rome a déclaré que la loi est « sûrement de bonne qualité, en tout cas la meilleure que ce Parlement troublé et fragmenté puisse passer ».
L'expert Michele Ainis de l'université Rome III fut aussi un critique de la réforme. Selon lui, « l'Italicum met en place une élection directe du Premier ministre, lui donnant un vrai chèque en blanc », dénonçant donc un changement constitutionnel opéré par une simple loi ordinaire.
Moshe Arens, journaliste pour Haaretz, a suggéré d'utiliser l'Italicum pour élire la Knesset, chambre unique du Parlement israélien.